# Grido di dolore

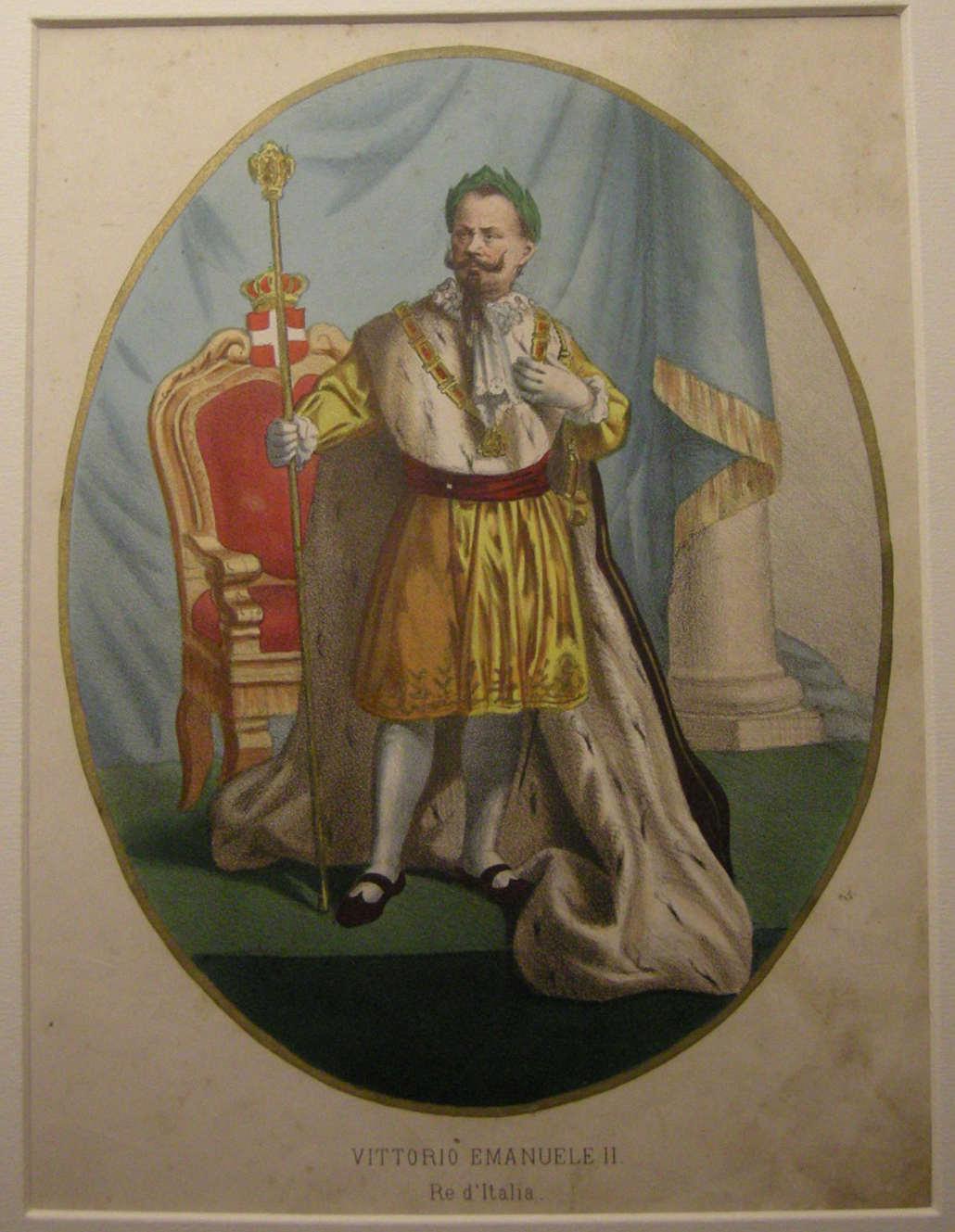
Litografia di Vittorio Emanuele II, con le vesti cerimoniali durante la sua incoronazione.

Grido di dolore è la celebre frase contenuta in un discorso pronunciato il 10 gennaio 1859 da Vittorio Emanuele II, re di Sardegna, al parlamento di Torino, subito dopo gli Accordi di Plombières. Il discorso e il conseguente arruolamento di volontari fu considerato provocatorio dall'Austria, che dette inizio alla Seconda guerra d'indipendenza italiana. Con un "grido di dolore" era iniziata nel 1810 la Guerra d'indipendenza del Messico.

## Precedenti
Nel luglio del 1858, con il pretesto di una vacanza in Svizzera, Cavour si diresse a Plombières, in Francia, dove incontrò segretamente Napoleone III. Gli accordi verbali che ne seguirono e la loro ufficializzazione nell'alleanza sardo-francese del gennaio 1859, prevedevano la cessione alla Francia della Savoia e di Nizza in cambio dell'aiuto militare francese, cosa che sarebbe avvenuta solo in caso di attacco austriaco. Napoleone concedeva la creazione di un Regno dell'Alta Italia, mentre voleva sotto la sua influenza l'Italia centrale e meridionale. A Plombières Cavour e Napoleone decisero anche il matrimonio tra il cugino di quest'ultimo, Napoleone Giuseppe Carlo Paolo Bonaparte e Maria Clotilde di Savoia, figlia di Vittorio Emanuele.
La notizia dell'incontro di Plombières trapelò nonostante tutte le precauzioni. Napoleone III non contribuì a mantenere il segreto delle sue intenzioni, se esordì con questa frase all'ambasciatore austriaco:

## Passi salienti del discorso
Subito dopo l'incontro di Plombières, Cavour redasse il testo del discorso da sottoporre al re, perché lo pronunciasse di fronte al parlamento. Prima, però, il primo ministro ne inviò una copia a Napoleone III. Questi, ritenendolo poco energico, pensò di sostituire l'ultimo periodo con quello che poi entrò nella tradizione storica, il cui testo originale è conservato nel castello di Sommariva Perno.
(Vittorio Emanuele II, 10 gennaio 1859)
Il riferimento implicito era rivolto al Lombardo-Veneto - facente parte dell'Impero d'Austria - nel quale andava crescendo l'agitazione dell'opinione pubblica patriottica. Prudentemente, ai primi di gennaio, il governo austriaco rafforzò la 2ª Armata nel nord Italia con l'invio del 3º Corpo.

## Conseguenze
In Piemonte, immediatamente, accorsero i volontari, convinti che la guerra fosse imminente, e si cominciò ad ammassare le truppe sul confine lombardo, presso il Ticino.
Ai primi di maggio 1859, Torino poteva disporre sotto le armi di 63.000 uomini. Vittorio Emanuele prese il comando dell'esercito e lasciò il controllo della cittadella di Torino al cugino Eugenio di Savoia-Carignano.
Preoccupata dal riarmo sabaudo, l'Austria pose un ultimatum a Vittorio Emanuele II, su richiesta anche dei governi di Londra e Pietroburgo, che venne immediatamente respinto. L'imperatore austriaco Francesco Giuseppe ordinò di varcare il Ticino per puntare sulla capitale piemontese, prima che i francesi potessero accorrere in soccorso. Il tentativo fu reso vano grazie all'allagamento delle risaie vercellesi.
Grazie al supporto francese, il corpo d'armata nemico fu sbaragliato presso Palestro e Magenta, e i franco-piemontesi entrarono a Milano l'8 giugno 1859.
Contemporaneamente i volontari, comandati da Giuseppe Garibaldi, occuparono rapidamente Como, Bergamo, Varese e Brescia iniziarono a marciare verso il Trentino. Nel frattempo le forze asburgiche si ritirarono da tutta la Lombardia. Decisiva fu la battaglia di Solferino e San Martino.
La guerra si concluse con l'Armistizio di Villafranca che pose le basi per l'annessione della Lombardia al Regno di Sardegna.